# Distrito de Oxamarca

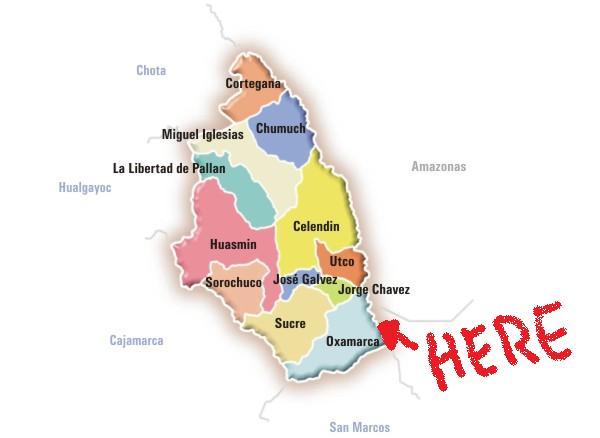
Distritos de Celendin

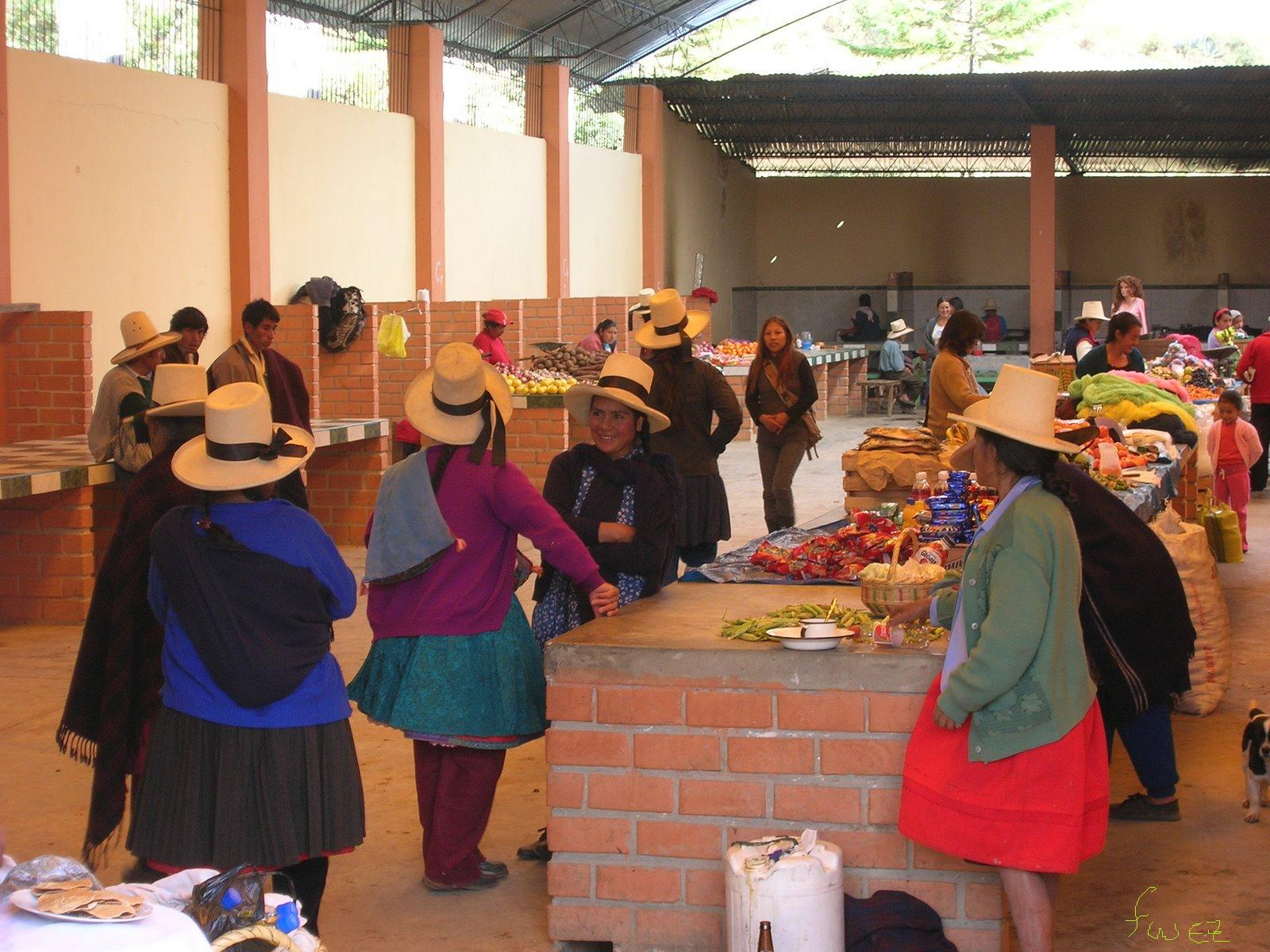
Mercado

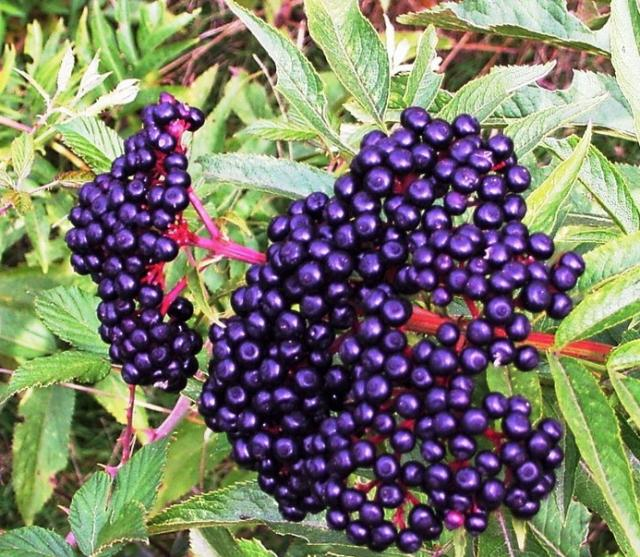
Sauco

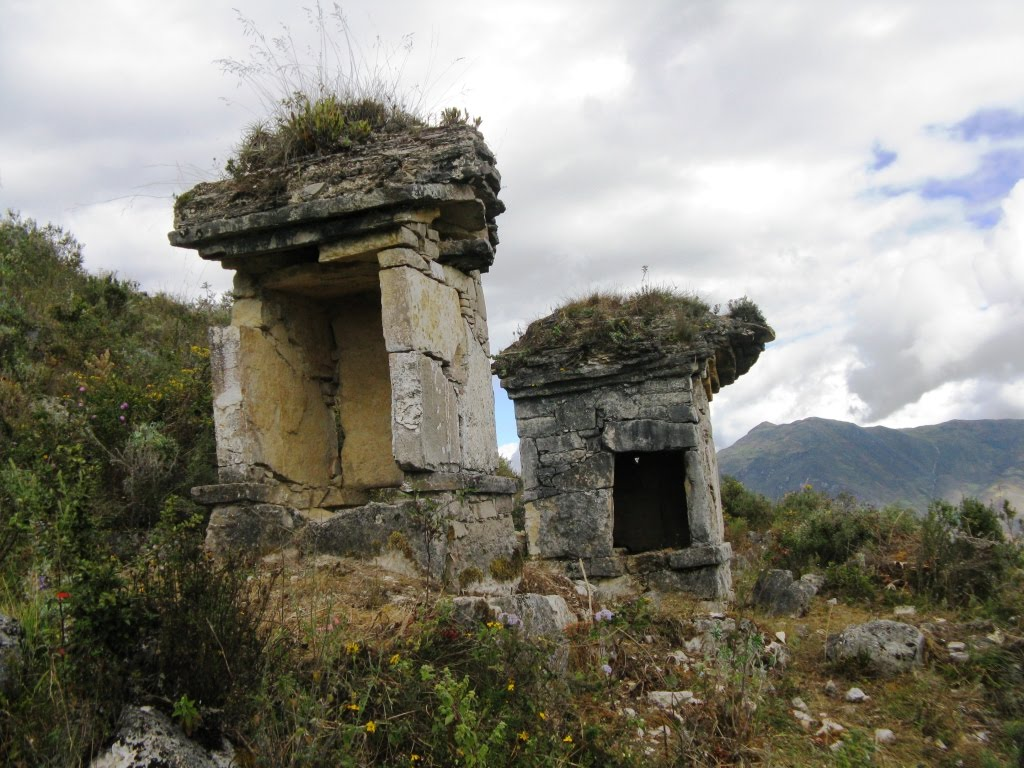
La Chocta

El Distrito peruano de Oxamarca es uno de los doce que conforman la Provincia de Celendín, ubicada en el Departamento de Cajamarca, bajo la administración del Gobierno regional de Cajamarca, en el norte del Perú. 
Limita por el norte con los distritos de Sucre y Jorge Chávez; por el sur con la provincia de San Marcos; por el este con la provincia de Bolívar y con el Departamento de Amazonas y por el oeste con la provincia de Cajamarca.

## Historia
Los primeros pobladores de la zona, al igual que los de toda la hoya del Marañón, explica Julio C. Tello, eran de origen arahuaco. Es probable que esta cultura diera origen a la palabra chilindrín, derivada del fruto de la planta llamada chili o shilshil, que crece junto a las lagunas donde se asentaron varias tribus. Una de las más importantes fue Choctamalque, con su centro en La Chocta.
En el Horizonte Tardío, el del Imperio incaico, los incas llegaron en el siglo XV hasta el Marañón y pasaron hacia el Gran Pajatén. En Celendín se siente su influencia a través de la cerámica Cajamarca V, estilo aríbalo, de varios topónimos netamente quechuas y de estilos arquitectónicos con ventanas trapezoidales (como en La Chocta).
Según Jorge W. Izquierdo, «alrededor de la comarca de Llamadín se formaron otros cinco cacicazgos: Chúmuch, Chímuch, Huauco, Oxamarca y Sorochuco. 
En opinión de Pelayo Montoya Sánchez, los cacicazgos incas fueron repartidos, en 1536, del siguiente modo: Llamadín para don Hernando Mori Alvarado, que fundó la hacienda de San Bernardo de Llamadín; Chumuch y Chimuch para don Miguel Burga, que funda la hacienda San Miguel de Chumuch; Sorochuco le tocó a don Francisco de Vargas, quien funda la hacienda de San Francisco de Sorochuco; Huauco a don Isidro de Segovia, quien fundó la hacienda de San Isidro de Huauco; y Oxamarca para don Augustín Ortiz de Cerna, que crea la hacienda de San Augustín de Oxamarca.
El distrito fue creado mediante Ley N° 4860 del 23 de diciembre de 1923, en el gobierno de Augusto B. Leguia. Es considerado distrito de pobreza extrema dentro de la provincia de Celendin. [cita requerida]

## Ubicación
Oxamarca se halla situado en la parte norte del país; en el departamento de Cajamarca, al sur este de la provincia de Celendín y a 2820 m s. n. m.; en la pendiente oriental de los Andes.

## Superficie
La superficie de Oxamarca es de 292.52 km² (fuente I.N.E.I.). El pueblo comprende una variedad de ecosistemas. Parcelas dedicadas a la crianza de animales y que en poca escala la dedican a la siembra. Cuatro cerros cuidan el pueblo: El callejón , Poyo Ñato, Santa Cruz, La Punta. Estos cerros son de regular altura, poco aptos para la agricultura por la presencia de piedras y erosiones que los inhabilitan.

## Población
Según el censo de 2005, la población total es de 6 794 habitantes y una densidad de 23.2/km².
Está conformado por los caseríos: Saucepampa, Conga del Granero, Pajonal, Oxamarca (capital), La Quinua, Choctapampa, Quillamachay, Majadapampa, Piobamba (Centro Poblado), Yanahuma, San Agustín, Cocan,  Hierba Buena, Tallambo, Dos de Mayo y El porvenir.

## Clima
El clima del distrito está dominado por los efectos moderados de los Andes. En la ciudad, es templado; frío en las jalcas y cálido en las partes bajas conocidas con el nombre de temple o criollo. Los meses más fríos son los de noviembre, diciembre, enero, marzo y abril, cayendo en los tres últimos fuertes lluvias. Los meses de mayo, junio, julio, agosto, septiembre y octubre son soleados presentando fuertes correntadas de viento en el mes de agosto.

## Flora
La flora en Oxamarca es menor pero variada, acentuada hoy por la acción depredadora del hombre en su afán de hacer dinero. Existen los alisos. 
Conforman además la flora las plantas menores como: pastos naturales, saucos, pencas, hierbas santas, berros, agashules, nudillos (hierba para los cuyes), zarzamoras. En las laderas de los cerros (Llimbe, callejón, etc)existe plantas de lanche, de fruto muy agradable; la chilca utilizada para barrer el horno y cocer el pan y que según dicen da cielo y suelo al horno. 
Existen las plantas medicinales como el culén muy usado para curar la disentería y males estomacales, el romero que cura los males del aire; la canchalaua calmante de cólicos; el orégano de la ladera; el pie de perro, usado contra el dolor de los riñones; la landacushma utilizada como agua oxigenada para lavar heridas; el chinchimal un antigripal muy efectivo; la achicoria; la hierba mora empleada como parche para el dolor de cabeza; el chanche, hierba que crece bajo los arbustos en las laderas en épocas de lluvia, molido junto con rocotos o ajíes es tradicionalmente consumido con papas sancochadas en épocas de cosechas de papa nativas. Entre otras plantas tenemos el nogal, árbol de apreciada madera cuyas hojas sirven para fijar el tinte en el teñido de los telares para confeccionar los ponchos. Para la combustión o leña se utiliza el lloctarape.

## Fauna
Pocas son las especies silvestres que se reproducen en el lugar. Existen, por ejemplo, aves acuáticas cuyo hábitat es el totoral el pato silvestre (Piobamba); también está la perdiz de carne muy agradable; la vizcacha; el conejo silvestre; el pájaro carpintero;el indio pishgo (gorrión peruano )Entre los cuadrúpedos podemos mencionar al venado, hermoso animal de pelambre lisa, lamentablemente como otros animales en vías de extinción por la caza indiscriminada de cazadores furtivos.

## Lugares de interés
- Cascada La Novia Importante caída de agua con la silueta de una novia.

- Las ruinas de la Chocta

Las ruinas de La Chocta se encuentran situadas en el cerro La Chocta, que se levanta, en el distrito de Oxamarca, provincia de Celendín, en el norte del Perú, a más de 3 320 m s. n. m. Aquí termina abruptamente el ramal de los cerros del Callejón, que, un poco más allá, desciende hacia el precipicio que cobija el lecho del río Miriles. La distancia de La Chocta a Oxamarca es de unos 12 km de camino al centro póblado de Piobamba.
La ubicación de La Chocta -si juzgamos a este centro arqueológico reúne todos los recursos estratégicos de defensa y abastecimiento. En la ruta interandina de Celendín, que se extiende desde Chalán hasta La Chocta, no hubo otro lugar que reuniera tantas condiciones favorables. constituía el punto de concentración económica que requería una capital; concentraba todas las actividades agrarias de Choctapampa al norte, de la Quinua al sur, y de Oxamarca y El Trapiche al noroeste. Por tanto, la Chocta fue un Terminal terrestre en donde convergían todos los caminos que atravesaban el territorio de Celendín.
Desde el punto de vista de la defensa, La Chocta se presenta como el punto de más difícil acceso por el occidente, si acaso pudiera producirse un conflicto tribal con los Caxamarcas, cuyos límites pasaban por Mishacocha y Cumullca. Su inaccesibilidad y su proximidad, la convirtió, por el oriente, en una acrópolis inexpugnable, con un vasto dominio visual sobre el territorio de los Chachapoyas.

## Autoridades

### Municipales
- 2023 - 2026[2]
  - Alcalde: Saul Briones Silva, del Frente Regional Cajamarca.
  - Regidores:

## Festividades
- Oxamarca, celebra los Carnavales.
- Oxamarca, celebra La Pascua.
- Oxamarca, celebra su fiesta patronal en honor a San Agustín los días 27 y 28 de agosto.
- Piobamba, celebra su fiesta patronal en honor a Señora de las Mercedes los días 24 de setiembre.
- Oxamarca, celebra Navidad por el nacimiento del Niño Jesús, de una manera muy alegre con las  pastoras se lleva a cabo el 25 de diciembre.

## Instituciones
- Institución Educativa Primaria 82421
- Institución Educativa Secundaria I.E JEC Oxamarca
- Jardín de niños N° 110

## Música
En este arte se debe de mencionar a los siguientes músicos que cultivan el carnaval cajamarquino.

## Personajes Ilustres de Oxamarca
- Julio Garrido Malaver Poeta y político celendino.

## Deportes

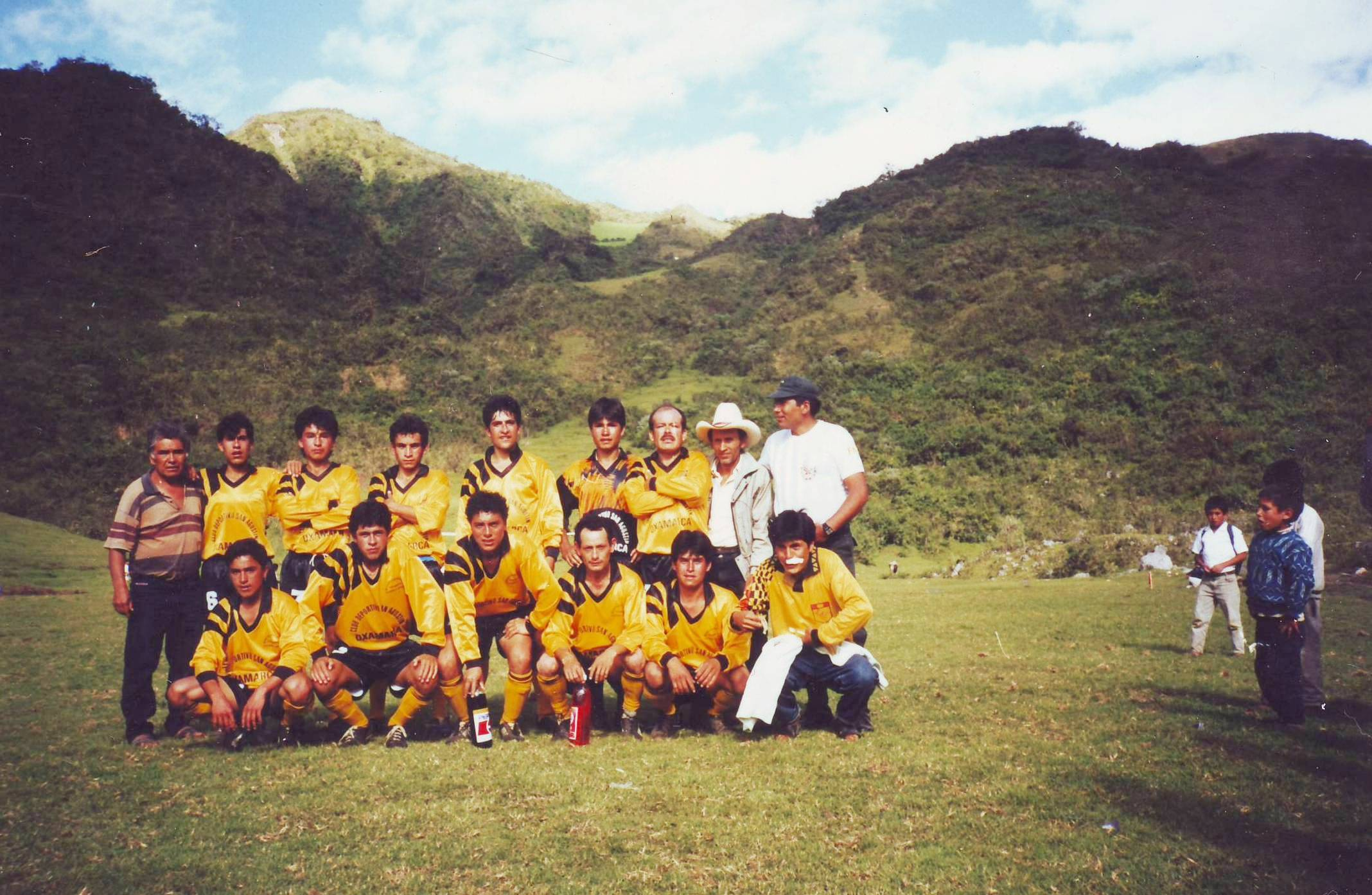
San Agustín de Oxamarca

Oxamarca es un pueblo con una tradición deportista muy arraigada. 
El Estadio municipal de Oxamarca (conocido como Campazo) es el escenario deportivo más importante de la ciudad. Destacan los clubs: San Agustín

## Gastronomía
La comida Oxamarquina es de carácter Andina muy influida por la española. Uno de sus ingredientes esenciales es el achote. Algunos de sus platos típicos son:
- Picante con cuy
- El Caldo verde
- El Ruche
- Arroz de trigo
- La conserva de chiclayo y zapallo
- El mote puspo
- Las papas sancochadas
- La sopa de plátano verde
- Miel con quesillo

## Galería de imágenes de Oxamarca

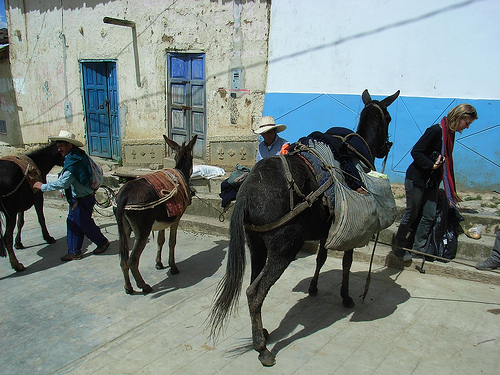
Tur-oxamarca
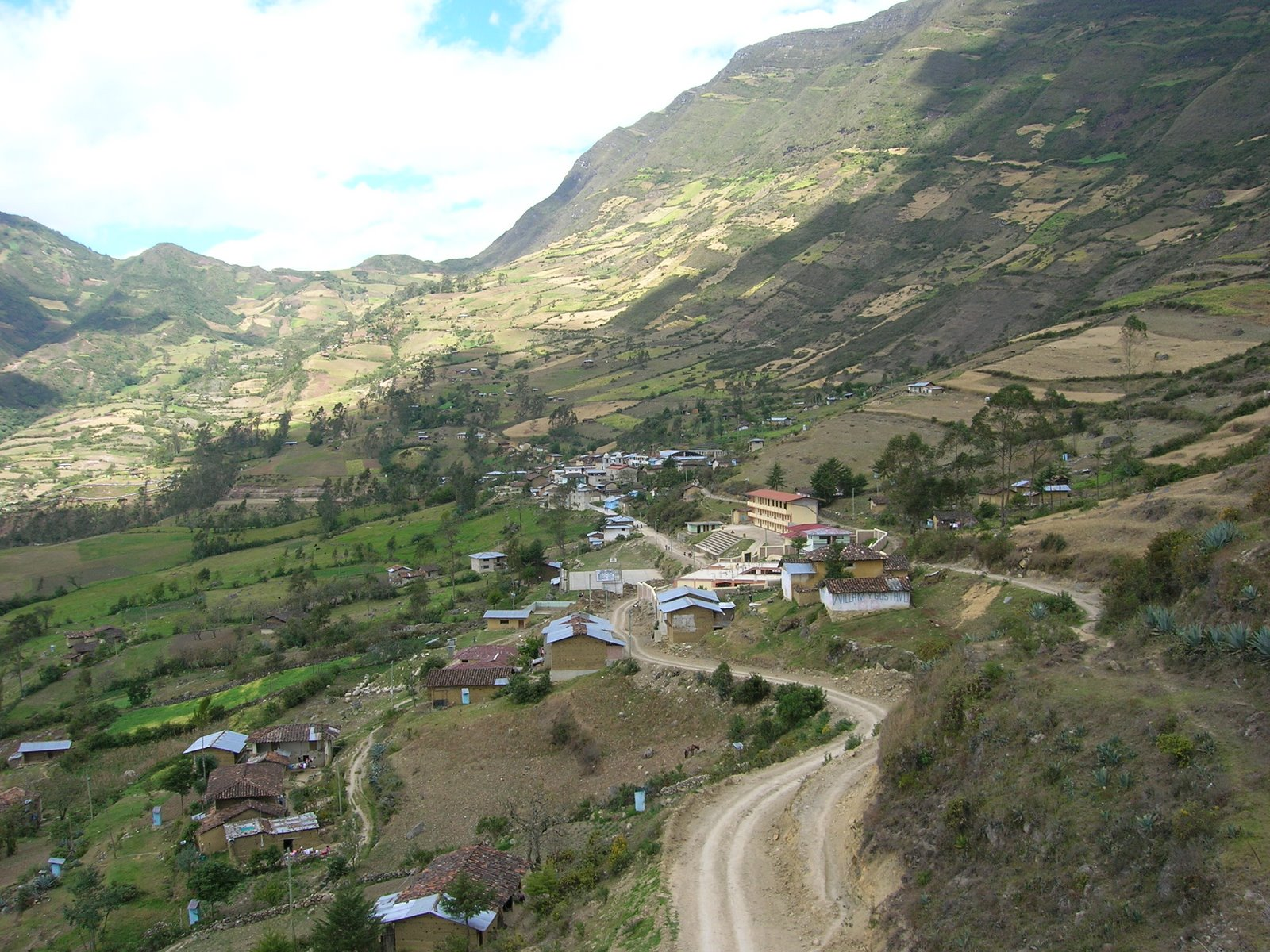
Entrada a Oxamarca
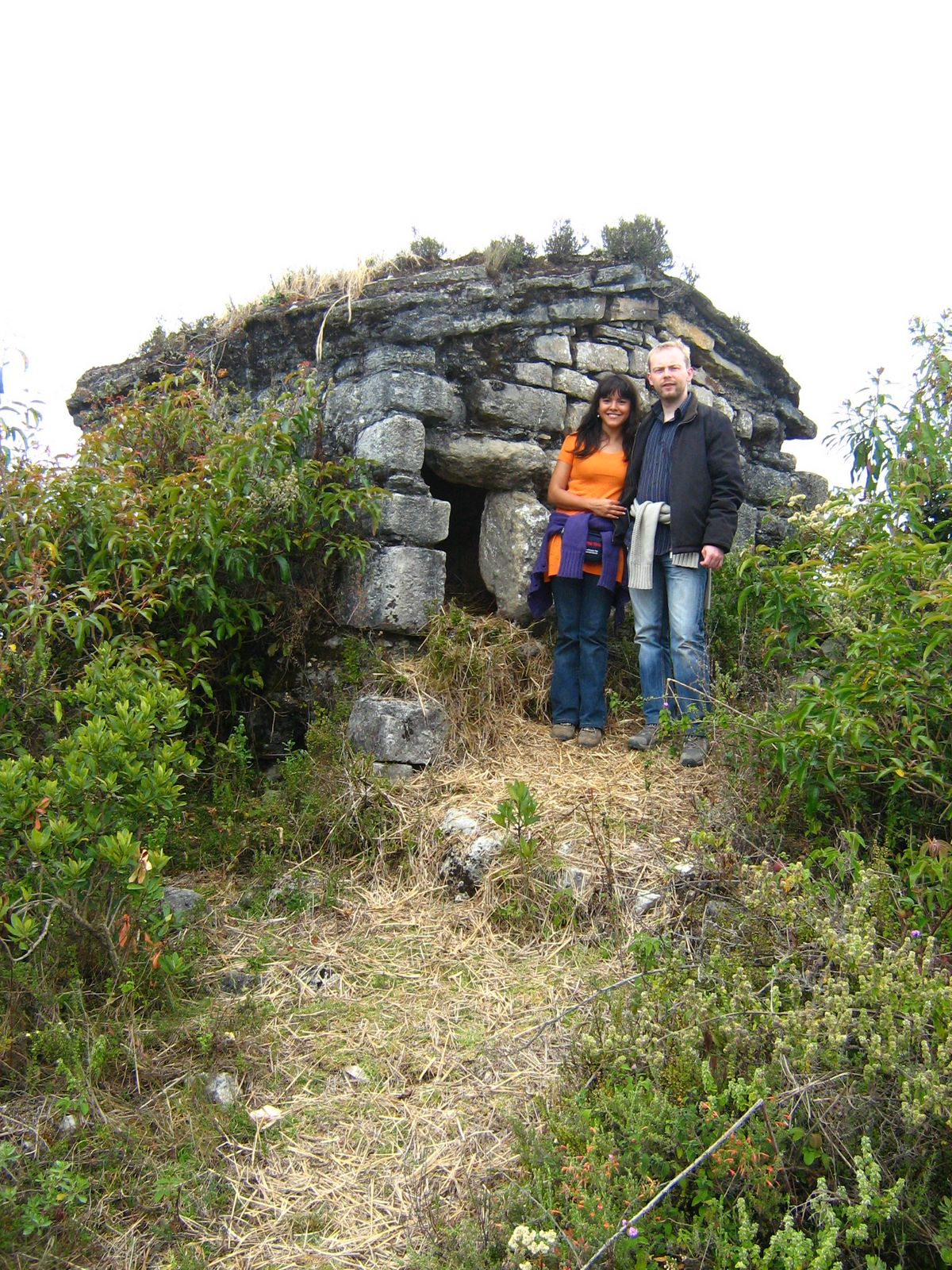
Las Chulpas
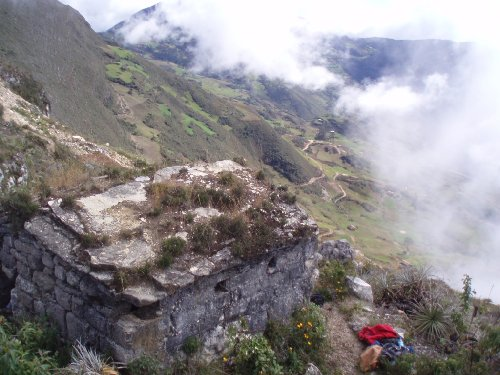
La Chota
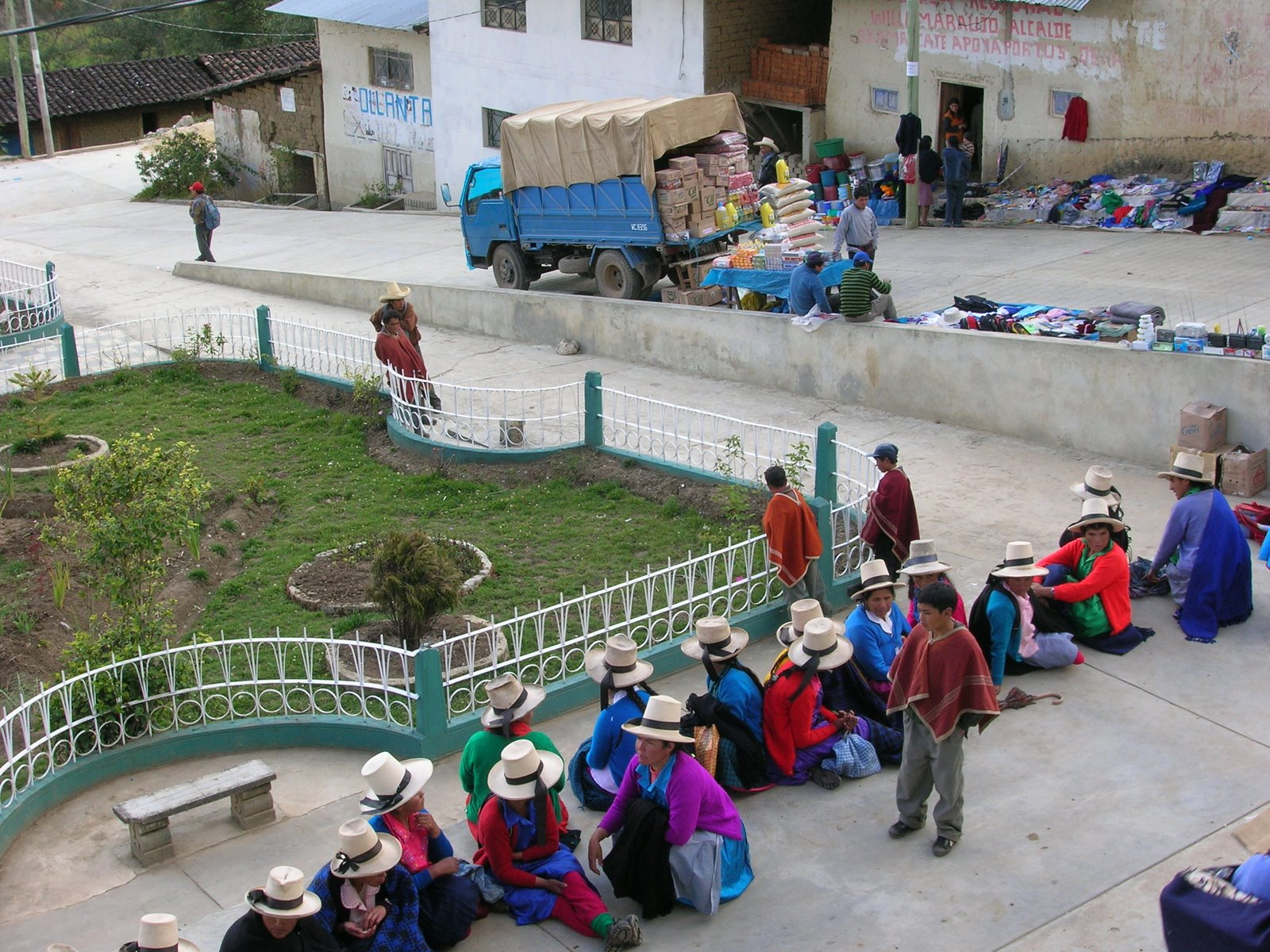
Plaza de Armas